# Шахматисты (картина Бордоне)
Шахматисты (итал. Giocatori di scacchi) — картина итальянского художника Париса Бордоне (итал. Paris Paschalinus Bordone; 1500—1571).

## История картины
Картина создана между 1540 и 1545 годами. Выполнена маслом на холсте. Размер — 112 на 181 сантиметров (по другим данным — 116 на 184,7). Известно, что одним из первых владельцев картины был Thomas Howard, 2Earl of Arunde (1585—1646). В настоящее время находится в Берлинской картинной галерее (нем. Berlin: Staatliche Museen Gemaldegalerie, inv.169).

## Композиция картины и трактовки изображения
Парис Бордоне обращает внимание зрителей в первую очередь на шахматную партию, которая расположена в центре картины. По своему социальному положению шахматисты, расположившиеся вокруг шахматной доски, равны друг другу, их одежды одинакового покроя и различаются только в цветовых оттенках. На заднем плане картины причудливый пейзаж. В левом верхнем углу изображен портик, его конструкция причудлива и громоздка. Патриция Браун (в книге «Art and Life in Renaissance Venice») настаивает, что он является плодом буйной фантазии художника и имеет мало общего с реальными постройками. Изображены и другие персонажи: два человека в левой части картины ведут беседу, а ещё один размышляет, опираясь на колонну спиной. В правой части картины изображены две группы: одна принимает пищу и отдыхает, возможно, ведя непринужденную светскую беседу; вторая просто отдыхает, любуясь природой. На переднем плане и в левой части картины Бордоне изобразил варианты интеллектуального отдыха. На заднем плане и в правой части изображен отдых от мыслительной деятельности.
Разнообразны трактовки символического смысла изображения. Патриция Браун предполагала, что изображение было: 

«метафорой идеального государства, в котором каждый имеет свои правильно определённые для него место в обществе и социальную роль»— Патриция Фортини Браун. Искусство и жизнь в Венеции эпохи Возрождения.
 Было высказано предположение, что картина — портрет отца и сына (лица персонажей выдают близкое родство), играющих партию, в которой победу одерживает отец, тем самым в иносказательной форме представлена роль власти в жизни общества, одновременно отеческая и насильственная. Искусствовед Регина Л. О’Ши видит в картине слабо различимый гомосексуальный оттенок. Обращалось внимание на расчерченный на квадраты пол в портике, который становится продолжением пространства шахматной доски.

## Шахматная позиция
В партии заметно некоторое материальное превосходство белых над черными (у белых две ладьи, один слон и одна пешка против ферзя и двух пешек). С позиционной точки зрения у чёрных перевес (чёрные контролируют центр, белая ладья заперта в углу). Представлена заключительная фаза комбинации чёрных. Следующим ходом они ставят мат белому королю — 1. … Фb7-b1X. Такая комбинация стала возможна вследствие грубой ошибки белых. Первоначально ферзь, вероятно, стоял на линии от d7 до h7 (на поле d7, f7 или h7, защищая обе чёрные пешки), а белая ладья должна была находиться на a6. Чёрный ферзь переместился на b7, атакуя ладью, а белая ладья отступила на a2.

## Галерея

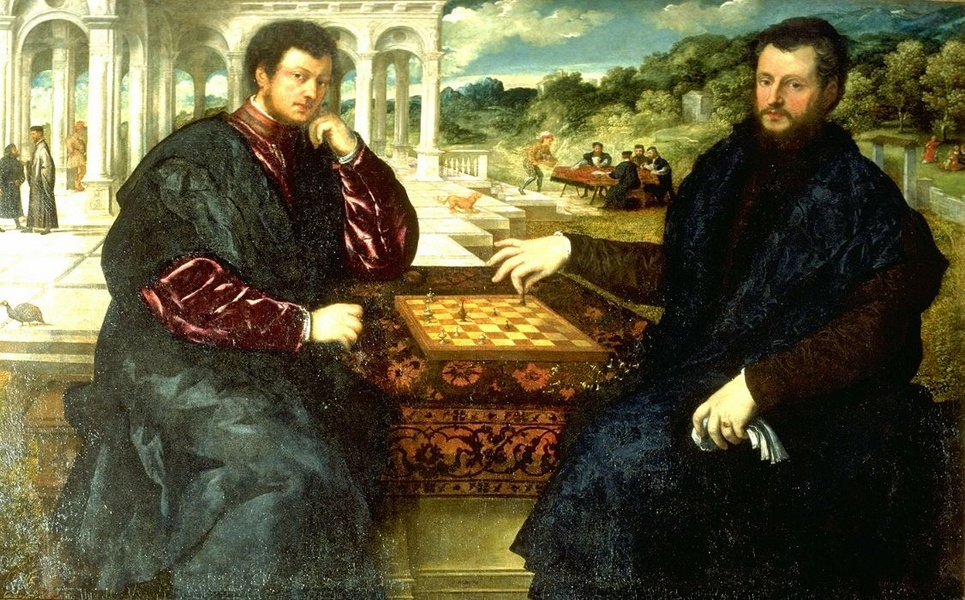
Парис Бордоне. Шахматисты
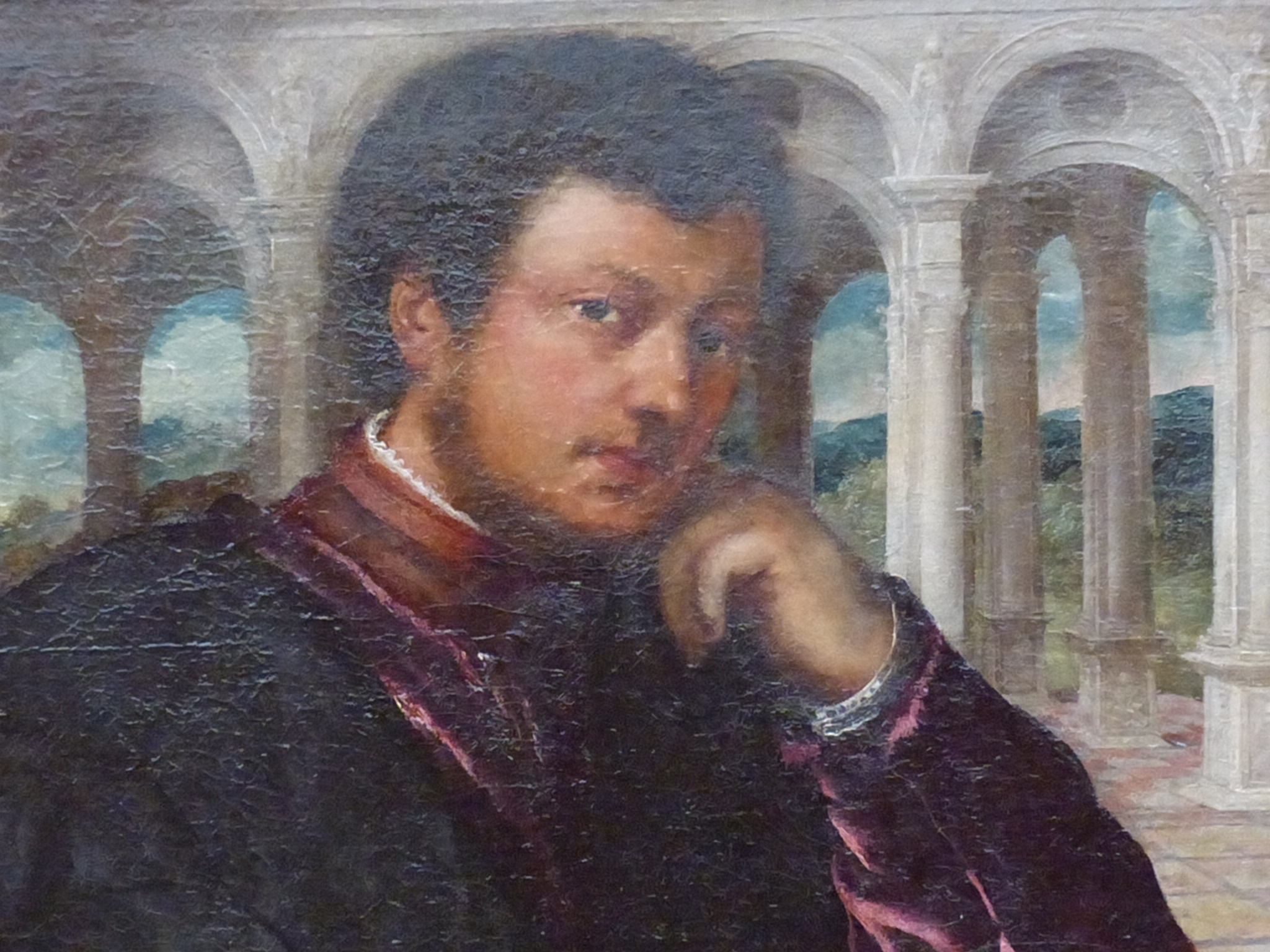
Парис Бордоне. Шахматисты. Фрагмент
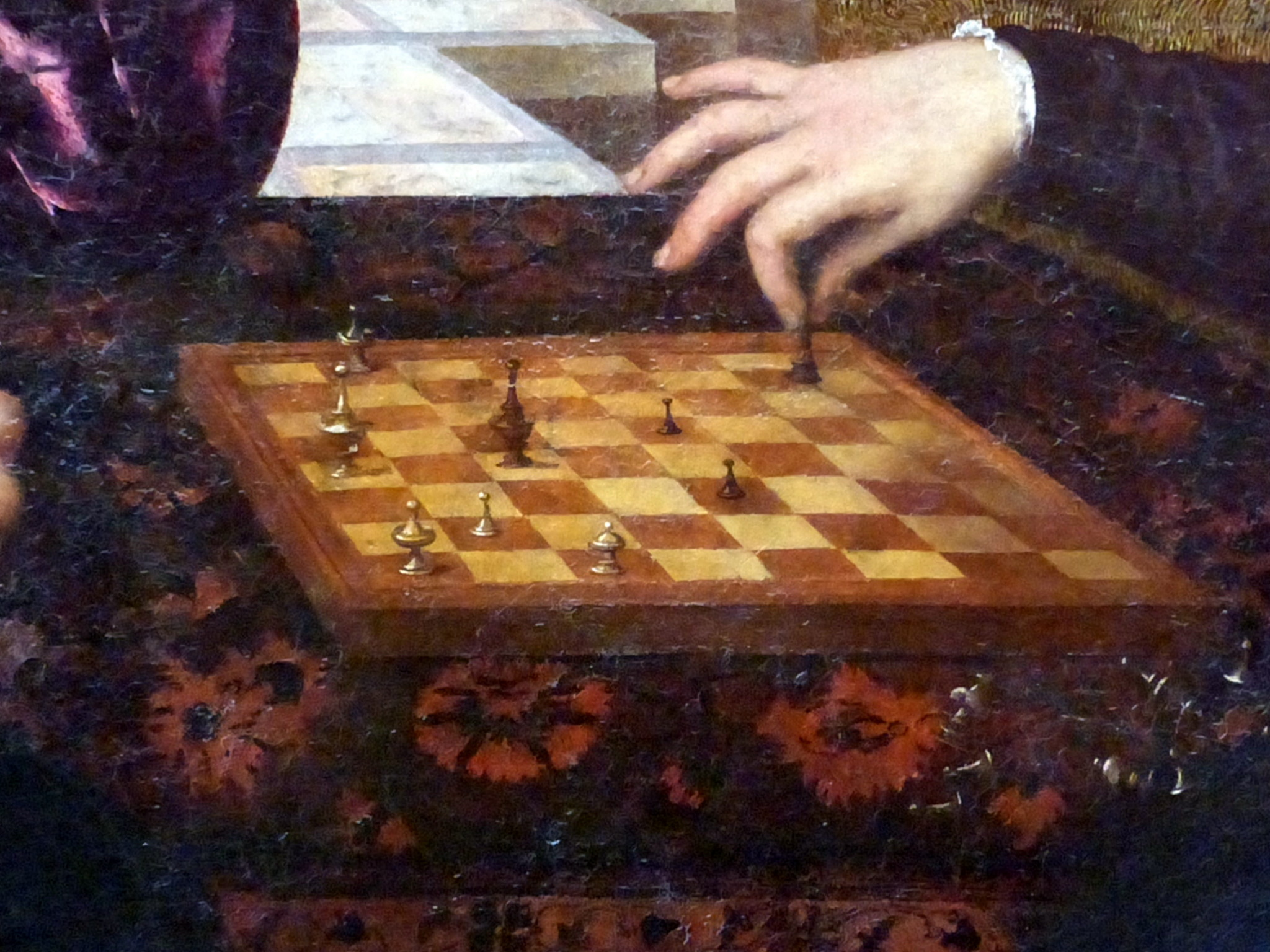
Парис Бордоне. Шахматисты. Фрагмент
Paris Paschalinus Bordone. Giocatori di scacchi. Реконструкция партии и комбинации. Анимация .gif